# Rimsting
Rimsting település Németországban, azon belül Bajorországban. Lakosainak száma 4059 fő (2023. december 31.). Rimsting Breitbrunn am Chiemsee, Bad Endorf, Riedering, Prien am Chiemsee és Chiemsee községekkel határos.

## Népesség
A település népessége az elmúlt években az alábbi módon változott:
| Lakosok száma | 525  | 1788 | 2561 | 2847 | 3667 | 3805 | 3887 | 3904 | 3963 | 4059 |
|               | 1875 | 1950 | 1975 | 1987 | 2012 | 2014 | 2016 | 2017 | 2021 | 2023 |